# رنج و سرمستی (فیلم ۱۹۶۵)
رنج و سرمستی (به انگلیسی: The Agony And The Ecstasy) فیلمی به کارگردانی کارول رید و با نقش‌آفرینی چارلتون هستون و رکس هریسون محصول سال ۱۹۶۵ ایالات متحدهٔ آمریکا است. این فیلم برمبنای رمان پرآوازهٔ رنج و سرمستی نوشتهٔ ایروینگ استون ساخته شده‌است و زندگی میکل‌آنژ، پیکرتراش و نقاش نابغهٔ دورهٔ رنسانس ایتالیا را حکایت می‌کند.

## خلاصه داستان
سال ۱۵۰۸. پاپ ژولیوس دوم (رکس هریسون) دامنهٔ حکمرانی‌اش را گسترده می‌کند و به معمارش، دوناتو برامانته، مأموریت می‌دهد تا کلیسای سن پیتر را در رم بسازد. میکل‌آنژ (چارلتون هستون) نیز کار مجسمه‌ها و نقش‌برجسته‌های کلیسا را برعهده می‌گیرد؛ اما به‌زودی به واتیکان فراخوانده می‌شود تا سقف دِیر اختصاصیِ پاپ را نقاشی کند. میکل‌آنژ ابتدا حاضر به انجام کار نمی‌شود تا این‌که تحت تأثیر تصاویر کتاب مقدس در «فصل آفرینش»، نقاشی را با وجود مشکلات بسیار آغاز می‌کند…

## بازیگران
- چارلتون هستون: میکل‌آنژ
- رکس هریسون: پاپ ژولیوس دوم
- دایان سیلنتو
- هری اندروز: دوناتو برامانته
- آلبرتو لوپو
- آدولفو چلی
- جان استیسی
- ونانتینو ونانتینی
- فائوستو توتسی
- توماس میلیان
- آندرئا جوردانا
- فوریو منیکونی
- مَـکسین آدلی